# Johann Nepomuk von Wening-Ingenheim
Johann Nepomuk Wening, ab 1821 von Wening-Ingenheim, (auch Johann Nepomuk von Wening, teilweise auch Wenning; * 15. November 1790 in Hohenaschau im Chiemgau; † 16. Oktober 1831 in München) war ein deutscher Rechtswissenschaftler und Hochschullehrer.

## Leben
Wening wurde als Sohn eines Rechnungskommissars geboren. Er absolvierte das 1808 das (heutige) Wilhelmsgymnasium München und ging anschließend an die Universität Landshut, an der er zunächst das philosophische, dann das rechtswissenschaftliche Studium durchlief. Am 28. März 1811 wurde er mit der gekrönten Preisschrift Ueber das Verhältniß des Wesens zur Form der Philosophie zum Dr. phil. promoviert. 1813 wechselte er an die Universität Göttingen, an der er den Doktor beider Rechte erlangte. Nach seiner Rückkehr erfolgte 1814 an der Landshuter Universität die Habilitation mit Ueber den Geist des Studiums der Jurisprudenz. Daneben war er Stadtgerichtsassessor in München.
Wening erhielt noch 1814 eine ordentliche Professur des Zivilrechts an der Universität Landshut und wurde 1818 mit dem königlichen Hofratstitel ausgezeichnet. Mit dem Erwerb einer Hofmark wurde er 1821 als von Wening-Ingenheim in den Adelsstand erhoben. 1826 übersiedelte er mit der Universität nach München und war nun fortan Professor des Zivilrechts an der Universität München. Er starb im Amt.

## Werke (Auswahl)
- Über das Verhältniss des Wesens zur Form in der Philosophie: Eine gekrönte Preisschrift, Landshut 1811.
- Über den Geist des Studiums der Jurisprudenz, Krüll, Landshut 1814.
- Ueber die Wichtigkeit und den Einfluß der politischen und gerichtlichen Beredsamkeit in unsern Tagen, Weber, Landshut 1819.
- Ueber die Mängel und Gebrechen der juristischen Lehrmethode, und die nothwendigen, unserer Zeit entsprechenden Einrichtungen derselben, Weber, Landshut 1820.
- Lehrbuch der Encyklopädie und Methodologie der Rechtswissenschaft, Landshut 1821.
- Lehrbuch des gemeinen Civilrechtes, 2 Bände, Fleischmann, München 1824–1825.